# Fita de emergência pediátrica Broselow
A fita de emergência pediátrica Broselow — comumente conhecida como Fita Broselow, ou Broselow Tape em inglês — é uma fita métrica codificada por cores usada no mundo inteiro para emergências pediátricas. A Fita Broselow relaciona a altura da criança com seu peso corporal para fornecer instruções médicas como as dosagens de medicamentos, ou o tamanho dos instrumentos médicos que deverão ser usados, ou ainda a corrente elétrica do choque quando se use um desfibrilador. Especialmente útil já que cada criança demanda cálculos de todas estas terapias de forma individual. Nos casos de emergência, o tempo necessário para avaliar, iniciar e supervisionar o tratamento do paciente é evidentemente reduzido com o uso desta fita. A Fita Broselow foi concebida para crianças de até 12 anos de idade e com um peso máximo de 36 kg. A Fita Broselow é reconhecida pela maioria dos livros e publicações médicas como um padrão de tratamento emergencial de crianças.

## História
Os médicos de emergências James Broselow e Robert Luten esforçaram-se para resolver problemas relacionados com o tratamento emergencial de crianças desde o início da década de 1980. O resultado desses estudos foi a invenção do Dr. Broselow de um protótipo caseiro de uma versão da fita no ano de 1985. O Dr. Broselow juntou-se com o Dr. Luten, um médico acadêmico da Universidade da Flórida e membro do então recém formado subcomitê do Suporte Avançado de Vida em Pediatria (PALS), Pediatric Advanced Life Support em inglês, a fim de realizar estudos fundamentais relacionado ao que se refere a fita, além de juntos desenvolverem e atualizarem a fita durante os anos seguintes. 
A fita oferece dosagens de medicamentos pré-calculadas de forma eficiente, eliminando potenciais erros associados com a preparação e administração de dosagens pediátricas de emergência. Este benefício teve importantes implicações nos últimos anos devido à prevalência e magnitude de erros de medicação. Erros médicos são uma grande ameaça para as crianças, mais que para os adultos, visto que seus órgãos são menores e estão se desenvolvendo. Erros matemáticos por causa de uma casa decimal (erro dez vezes maior ou menor) no processo de cálculo também são uma ameaça maior às crianças que a adultos. Uma overdose por uma dose dez vezes maior que a padrão em adultos necessitaria muitas seringas e por isso seria mais óbvio de ser identificada pelo profissional de saúde como uma dose maior que a normal. Por outro lado, para uma pequena criança, tanto a dose correta quanto uma overdose 10 vezes maior podem ser administradas na mesma seringa, o que não facilita a percepção de um possível erro. Além de tudo isso, a atenção de emergência pediátrica é especialmente propensa a erros devido à natureza caótica e o Estresse associado com o contexto de emergências.

## Projeto
A Fita Broselow original era divida em zonas de 25 kg para dosagens de medicamentos e oito zonas de cores para seleção de equipamentos. Versões posteriores da fita combinavam as oito zonas de dosagens e as zonas dos instrumentos de tal forma que criou-se um sistema simples e visual tanto para as dosagens quanto para os instrumentos, o qual hoje em dia é utilizado em muitos hospitais e ambulância dos Estados Unidos.

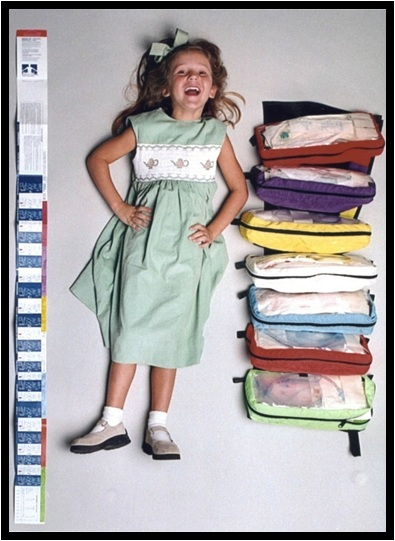
A Fita Broselow e o sistema associado

A lista a seguir relaciona as zonas de cores de acordo com cada zona de peso estimado em kilogramas (kg) e libras (lb).
| Cor      | Peso estimado (em kilogramas) | Peso estimado (em libras) |
| -------- | ----------------------------- | ------------------------- |
| Cinza    | 3-5 kg                        | 6-11 lb                   |
| Rosa     | 6-7 kg                        | 13-15 lb                  |
| Vermelho | 8-9 kg                        | 17-20 lb                  |
| Roxo     | 10-11 kg                      | 22-24 lb                  |
| Amarelo  | 12-14 kg                      | 26-30 lb                  |
| Branco   | 15-18 kg                      | 33-40 lb                  |
| Azul     | 19-23 kg                      | 42-50 lb                  |
| Laranja  | 24-29 kg                      | 53-64 lb                  |
| Verde    | 30-36 kg                      | 66-80 lb                  |

## Uso
Para usar a Fita Broselow de forma eficaz a criança precisa estar deitada. Use uma mão segurando o extremo vermelho da fita sobre a parte superior da cabeça da criança. Enquanto mantém uma das mãos segurando o extremo vermelho da fita junto à parte superior da cabeça da criança, use a outra mão para deslizar a fita por todo o corpo da criança até chegar aos calcanhares (não até a ponta do pé). A cor de zona da fita corresponde à cor que está nos calcanhares da criança, e essa cor representa seu peso aproximado em kilogramas.

## Fita com as cores Broselow - em Português
Um desafío foi sempre que, ainda que a fita e apresentada nos cursos PALS da American Heart Association no Brasil, era muito difícil conseguir a fita e somente existia em inglés e tinha que ser adquirida nos Estados Unidos. Atualmente, a fita já e distribuida mundialmente em várias línguas, inclusive Português, e pode ser solicitada online, por exemplo no site da Pediatape.

## Precisão da fita e sua eficácia com a obesidade
A Fita Broselow está baseada na relação entre o peso e a altura para todas as idades; cada zona de cor estima o 50º percentil do peso por altura, o que para fins práticos estima o peso corporal ideal para cada dose de emergências. Graças à recente epidemia de obesidade, surgiram preocupações da exatidão da fita na determinação dos pesos aceitáveis, e consequentemente as doses adequadas dos medicamentos de emergência.
A versão mais recente da Fita Broselow incorpora as mais atualizadas zonas relacionando altura/peso de acordo com os dados do National Health and Nutrition Examination Survey (NHANES). Usando esta base de dados para avaliar a eficiência da Fita Broselow na determinação do peso corporal real com as zonas atuais descobre-se que aproximadamente 65% das vezes a altura medida com a fita indica uma faixa de peso correta. Dos restantes 35%, em ≈20% a indicação correta estaria em uma zona da fita de peso imediatamente superior, e 13% estaria em uma zona imediatamente inferior, com < 1% de valor atípico estando em uma zona distante a mais de uma zona da que indica. Se o profissional de saúde usa também uma estimação visual do habitus corporal em sua determinação de peso, a exatidão do processo de estimação do peso do paciente é melhorada. Especificamente, para a dosagem de medicamentos, o sistema de dosagem baseado na altura do paciente pode ser ajustado até uma zona de cor imediatamente superior se uma criança aparenta ser obesa. Desta forma, ao incorporar uma estimação visual, no caso de criança possuir um excesso de peso, proporciona um método simples de estimação do peso real do paciente, e que é clinicamente relevante dado o aumento de obesidade em países desenvolvidos.
Ainda que alguns medicamentos sejam melhores dosados de acordo com o peso corporal real (como por exemplo a succinilcolina), a maioria dos medicamentos para reanimação são distribuídos de acordo a massa corporal magra (como por exemplo a adrenalina, bicarbonato de sódio, cálcio, magnésio, etc) de forma que o peso corporal ideal medido pela altura, e não o peso corporal real, mostra-se como melhor para a dosagem de medicamentos. Para a maioria dos medicamentos de reanimação não há informações que indiquem a dose ótima, e as doses baseadas no peso corporal ideal ou no peso real são igualmente eficazes.
As orientações recentes (2010) da PALS (Suporte Avançado de Vida em Pediatria)  comenta sobre este assunto:
Não existem dados sobre a segurança ou eficácia de ajustar as doses dos medicamentos para reanimação em
pacientes obesos. Portanto, independente do habitus do paciente, utilize o peso corporal real para calcular a
dose inicial do fármaco de reanimação, ou use uma fita de tamanho corporal com doses pré-calculadas.
(Class IIb, LOE C)
Estudos sobre a exatidão da definição do tamanho do Tubo Endotraqueal consistentemente demonstrou a superioridade das definições da altura perante outros métodos. Diferente da dosagem de medicamentos, o habitus corporal não afeta a exatidão desta definição.

1. Meça a criança para identificar sua zona de peso/cor.
2. Se a criança aparenta estar obesa, considere utilizar uma zona superior somente para as dosagens.
3. Sempre use a zona medida pela fita para seleção dos instrumentos, independente do habitus corporal.

Diversos estudos têm sido realizados sobre a eficácia da Fita Broselow. Apesar dos debates quanto à precisão na estimação do peso real e sua relevância, como dito anteriormente, esta fita continua sendo a melhor ferramenta para prever o peso corporal real.